# حرب جزر تشينتشا
حرب جزر تشينتشا، المعروفة أيضًا باسم الحرب الإسبانية-الأمريكية الجنوبية (بالإسبانية: Guerra hispano-sudamericana)، هي سلسلة من المعارك الساحلية والبحرية بين إسبانيا ومستعمراتها السابقة في بيرو وتشيلي من عام 1864 إلى عام 1866. بدأ الصراع باستيلاء إسبانيا على جزر تشينتشا الغنية بسماد الغوانو في واحدة من سلسلة من المحاولات التي نفّذتها إسبانيا في عهد إيزابيل الثانية وذلك لإعادة بسط نفوذها على مستعمراتها السابقة في أمريكا الجنوبية. شهدت الحرب استخدام الدارعات، بما في ذلك سفينة نومانسيا الإسبانية -أول دارعة تبحر حول العالم.

## خلفية الأحداث

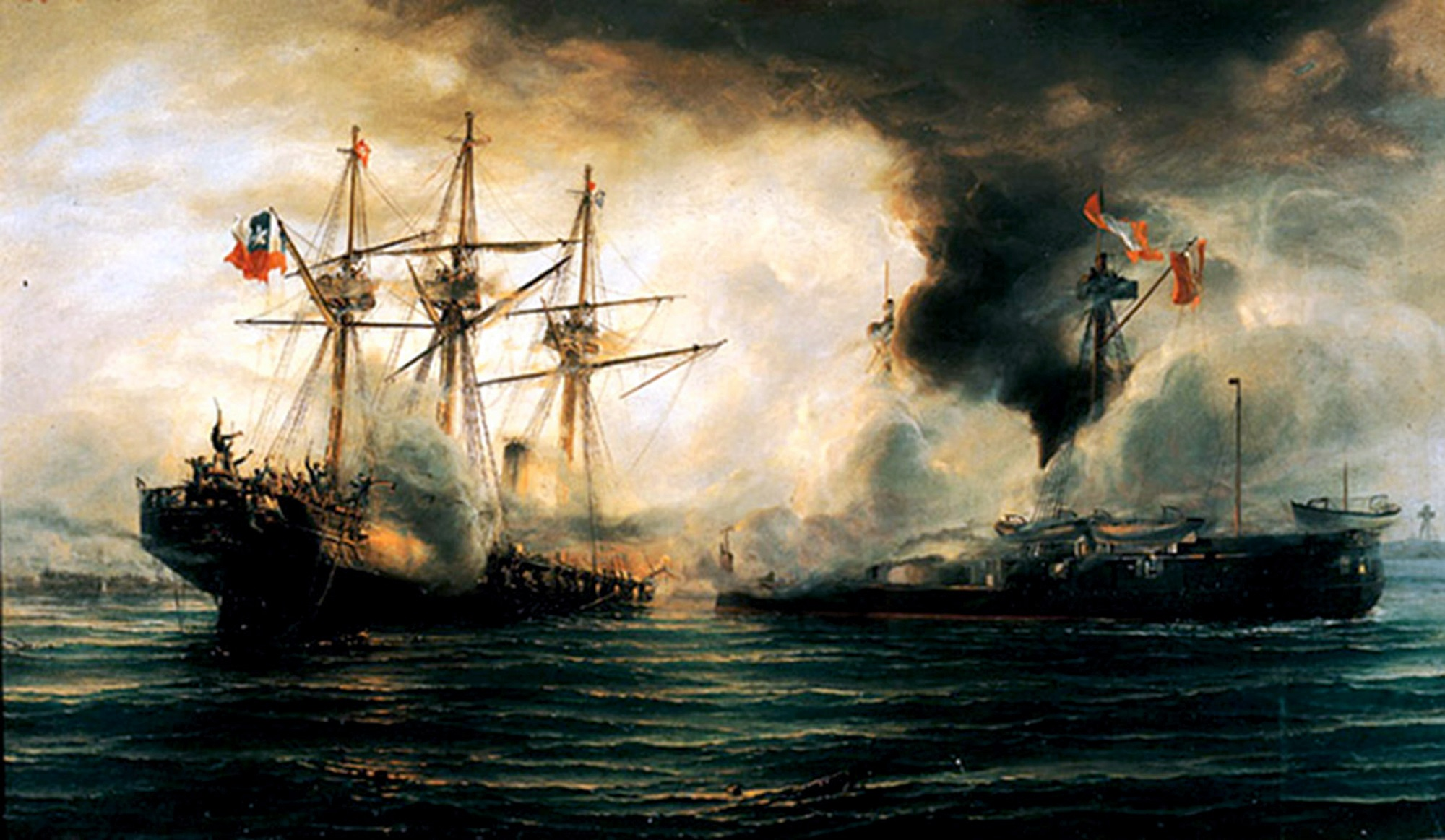
غرق سفينة إزميرالدا خلال معركة إيكيكي.

زاد الإنفاق العسكري زيادة كبيرة في عهد إيزابيل، ونتيجة لذلك، ارتقت إسبانيا إلى مرتبة القوة البحرية الرابعة في العالم. شاركت إسبانيا في مغامرات استعمارية في الخمسينيات والستينيات من القرن التاسع عشر في مناطق مختلفة مثل المغرب والفلبين والمكسيك وجمهورية الدومينيكان (التي أعادت احتلالها لفترة وجيزة).
في نهاية عام 1862، أرسلت إسبانيا بعثة علمية إلى مياه أمريكا الجنوبية بهدف مبطّن هو تعزيز الادعاءات المالية والقانونية للمواطنين الإسبان المقيمين في الأمريكيتين. كانت البعثة بقيادة الأدميرال لويس هيرنانديز بينزون، وهو سليل مباشر للأخوة بينزون الذين رافقوا كريستوفر كولومبوس في رحلته التي أسفرت عن الاكتشاف الأوروبي الحديث للأمريكيتين. تألّفت سرِيّة بينزون من أربع سفن حربية هي: فرقاطتي البخار المزدوجة تريونفو وريسولوسيان، والكورفيت فينسيدورا والمركب الشراعي فيرجن دي كوفادونغا.
وصلت السفن الإسبانية إلى ميناء فالبارايسو، تشيلي، في 18 أبريل 1863. اعترفت إسبانيا باستقلال تشيلي منذ أربعينيات القرن التاسع عشر، وحافظت الدولتان على العلاقات الدبلوماسية. استُقبلت البعثة بحفاوة، وتبادل الأدميرال الزيارات مع السلطات المحلية. غادرت السفن تشيلي في يوليو وديًا وانتقلت إلى بيرو. على الرغم من أن إسبانيا لم تعترف أبدًا باستقلال بيرو (المعلَن عنه في عام 1821)، استُقبلت السرية استقبالًا وديًا في ميناء كالاو. مكثوا في الميناء لبضعة أسابيع ثم أبحروا، متجهين إلى سان فرانسيسكو، كاليفورنيا.

## حادثة تالامبو
في 4 أغسطس 1863، وقع حادث في مزرعة تالامبو، في لمباييكه، بيرو. التفاصيل مجزّأة؛ لكن يُقال أن الحادثة تضمّنت شجارًا نشب بين اثنين من المقيمين الإسبان وأربعين مواطن محلي. أسفر عن هذه الحادثة مقتل أحد الإسبان وإصابة أربعة آخرين.
عندما وصلت أنباء الحادث إلى الأدميرال بينزون، عاد مع أسطوله إلى بيرو في 13 نوفمبر وطالب الحكومة بتقديم اعتذار وصرف تعويضات للمواطنين الإسبان المتضررين. ردًا على ذلك، اتخذ البيروفيون موقفًا مفاده أن هذه الحادثة مسألة من شأن الشرطة المحلية ويُفضّل أن يعالجها النظام القضائي البيروفي وأنه ليس هناك داعٍ لأي اعتذار. عند هذا المنعطف، قررت الحكومة الإسبانية في مدريد أن تطالب أيضًا بسداد ديون بيرو الناجمة عن حرب الاستقلال، وأرسلت النائب أوزيبيو دي سالازار يي مازاريدو لتسوية القضية مباشرة مع السلطات البيروفية.
وصل سالازار في مارس عام 1864، حاملًا لقب المندوب الملكي. كانت هذه إهانة متعمّدة لحكومة بيرو لأن المندوب هو موظف استعماري، وليس سفيرًا (المستوى الطبيعي للاتصالات الدبلوماسية أثناء المشاورات بين الدول المستقلة). حكم هذا التصرف المزدري على المفاوضات مع وزير خارجية بيرو، جوان أنطونيو ريبيرو استرادا، بالفشل.

## احتلال جزر تشينتشا
في 14 أبريل 1864، انتقامًا من رفض بيرو دفع التعويضات، استولى الأسطول الإسباني على جزر تشينتشا هشّة الدفاع. كانت هذه الجزر المصدر الرئيسي لموارد سماد الغوانو في بيرو. وضع الإسبان حاكم الجزر البيروفي رامون فالي ريسترا رهن الاعتقال على متن سفينة ريسولوسيان، واحتلوا الجزر بنحو 400 من مشاة البحرية، ورفعوا العلم الإسباني. اعتبرت إسبانيا هذه الجزر أداة مهمة للمساومة، إذ كانت من الأصول الاقتصادية البيروفية الرئيسية وأنتجت ما يقرب من 60% من الإيرادات السنوية للحكومة.
حاصرت السرية الإسبانية أيضًا الموانئ البيروفية الرئيسية، ما عطل التجارة وزاد الاستياء في جميع أنحاء أمريكا اللاتينية. توقّعت إسبانيا أن تكون مقاومة بيرو ضعيفة، إذ اعتقدت إن قدرات بيرو العسكرية لا تذكر. حتى إنه جرى التفكير لفترة بمقترح لاستبدال جبل طارق -الذي يسيطر عليه البريطانيون- بالجزر. خلال هذا الحصار، خسر الإسبان تريونفو بعد تدميرها بنيران عرَضية.
رفض رئيس الوزراء الإسباني، رامون ماريا ناربايز، الذي عُيّن في الآونة الأخيرة الإجراءات الانفرادية التي اتخذها الأدميرال بينزون وعيّن محله نائب الأدميرال جوان مانويل باريجا، وزير البحرية الأسبق. وُلد الأدميرال باريجا في بيرو، وتوفي والده العميد أنطونيو باريجا في تشيلي عام 1813 أثناء قتاله من أجل إسبانيا خلال حرب الاستقلال التشيلية. سرعان ما غيّر ناربايز رأيه التوفيقي، وأرسل أربع سفن حربية أخرى لتعزيز أسطول المحيط الهادئ.
وصل الأدميرال باريجا إلى بيرو في ديسمبر عام 1864 وافتتح على الفور مفاوضات مع الجنرال مانويل إغناسيو دي فيفانكو، الممثل الخاص لرئيس بيرو جوان أنطونيو بيزيت. وُقِّعت معاهدة فيفانكو-باريجا في 27 يناير 1865 على متن فرقاطة فيلا دي مدريد. اعتبر الرأي العام في بيرو أن المعاهدة تمسّ بالشرف الوطني لبيرو. عندما رفض الكونغرس البيروفي التصديق عليها، اندلعت انتفاضة عامة وسقطت حكومة الجنرال بيزيت في 7 نوفمبر.

## الحرب مع تشيلي
في غضون ذلك، تأجّجت المشاعر المعادية للإسبان في العديد من بلدان أمريكا الجنوبية (بما في ذلك بوليفيا وتشيلي والإكوادور). كان واضحًا لمعظم المراقبين أن إسبانيا لا تنوي استعادة مستعمراتها السابقة. ومع ذلك، ظلت بيرو والدول المجاورة لها حذرة من أي تحركات قد تنذر بمحاولة لإعادة تأسيس الإمبراطورية الإسبانية. نظرًا إلى مناخ الشك السائد، لم يتفاجأ أحد عندما رسا الزورق الحربي الإسباني فينسيدورا عند ميناء تشيلي للحصول على الفحم، وأعلن الرئيس خوسيه خواكين بيريز أن الفحم هو إمدادات حرب لا يمكن بيعها لدولة محاربة.
من وجهة النظر الإسبانية، اعتُبر الحظر التشيلي على الفحم دليلًا على أن تشيلي لم تعد محايدة. ترسّخ هذا بعد أن غادرت باخرتان بيروفيتان ميناء فالبارايسو تحملان أسلحة ومتطوعين تشيليين متجهين إلى بيرو. وبالتالي اتخذ نائب الأدميرال خوسيه مانويل باريجا إجراء صارمًا وطالب بفرض عقوبات على تشيلي أشد من تلك المفروضة على بيرو. ثم فصل أربع سفن خشبية من سريّته وأرسلها إلى تشيلي، بينما بقيت نومانسيا وكوفادونغا لحراسة كالاو.
وصل الأدميرال باريجا إلى فالبارايسو في 17 سبتمبر، 1865 على متن سفينته فيلا دي مدريد. وطالب بإلقاء التحية العسكرية على العلم الإسباني بإطلاق 21 طلقة بالمدفعية. قدّم مطلبه عمدًا في اليوم السابق لليوم الوطني التشيلي (18 سبتمبر). في ظل هذه الظروف، رفض التشيليون هذا الطلب، وأُعلنت الحرب بعد أسبوع في 24 سبتمبر.
أمر رئيس الوزراء الإسباني الجديد ليوبولدو أودونيل (الذي حل محل ناربايز) الأدميرال باريجا بالانسحاب، لكن الأدميرال الإسباني اختار تجاهل الأمر المباشر. لم يكن لديه قوات يحاول الإرساء معها، لذا قرر فرض حصار على الموانئ التشيلية الرئيسية. كان هذا الإجراء غير قابل للتنفيذ، إذ إن فرض حصار على الساحل التشيلي البالغ طوله 1800 ميل (2900 كيلومتر) يتطلب أسطولًا أكبر بعدة مرات مما كان تحت تصرف باريجا. رغم ذلك، تسبب الحصار المفروض على ميناء فالبارايسو بضرر اقتصادي كبير للمصالح التشيلية والأجنبية على حد سواء، ما دفع أساطيل الولايات المتحدة والمملكة المتحدة -اللتين بقيتا على الحياد- إلى إصدار احتجاج رسمي.

### معركة بابودو البحرية
حتى قبل تحالف تشيلي وبيرو رسميًا، نالت إسبانيا هزيمة بحرية نكراء في معركة بابودو البحرية في 26 نوفمبر 1865. خلال هذه الاشتباكات، استولت الكورفيت التشيلية إزميرالدا على المركب الشراعي الإسباني كوفادونغا، وأسرت الطاقم واستولت على مراسلات الأدميرال الحربية. كانت هذه الهزيمة إهانة كبيرة للأدميرال باريجا، فانتحر بعد يومين على متن سفينته. بعد موت الأدميرال، تولّى العميد البحري كاستو مينديز نونيز -الذي نال بسرعة ترقية إلى لواء بحري- القيادة العامة للأسطول الإسباني في المحيط الهادئ.